# Paul Klemp
Paul Klemp (* 10. Januar 1899; †  15. Mai 1973 in Hamburg) war ein deutscher Kapitän und nationalsozialistischer Gauamtsleiter.

## Leben
Klemp trat zum 1. Februar 1931 in die NSDAP ein (Mitgliedsnummer 484.122) und wurde Leiter der Abteilung Seefahrt der Auslandsorganisation der NSDAP (NSDAP/AO). In dieser Organisation, die als 43. Gau der NSDAP unter Leitung von Ernst Wilhelm Bohle fungierte, waren alle außerhalb der Grenzen des Deutschen Reiches lebenden Parteimitglieder zusammengefasst. Klemp organisierte entsprechende Kontakte, da er als Kapitän selbst zur See fuhr. In diesen beiden Funktionen kandidierte Klemp auf dem Wahlvorschlag der NSDAP auf dem Listenplatz mit der Nummer 454 bei der Wahl zum Deutschen Reichstag am 29. März 1936, zog aber nicht in den nationalsozialistischen Reichstag ein. Er wohnte damals in Hamburg-Wensenbalken, Grasweg 24.
Nach dem Zweiten Weltkrieg arbeitete Paul Klemp unter anderem als Bauleiter für einen der ersten Schiffbauten mit Zertifizierung für „Große Fahrt“, der M/S Mercator, gebaut 1954 in Duisburg, die er später auch als Kapitän führte.